# Lleopard (camuflatge)

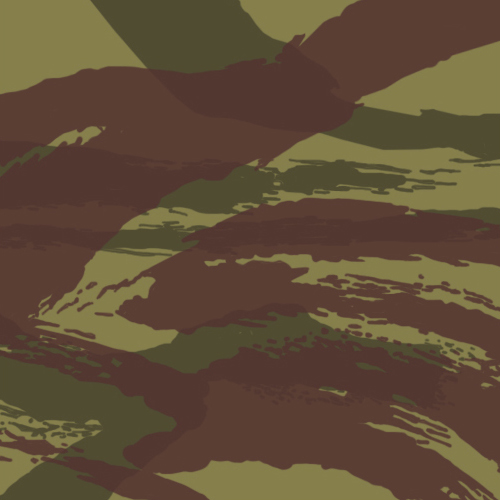
Patró lleopard

El lleopard és un patró mimètic i, per extensió, un grup de patrons mimètics, de la família pinzellada, que es caracteritza per un fons clar (generalment verd clar) amb sobreimpressió de traços de color intens (generalment marró i verd forts) la forma dels quals suggereix pinzellades, incloent-hi els extrems esfilagarsats. El sentit dels traços generalment és horitzontal, però pot ésser vertical.

## Origen: el lleopard francès
El nom del grup prové del patró fundacional, el léopard francès de 1951, de traços horitzontals. El patró lleopard també es coneix com a lézard ('llangardaix'), terme que, pròpiament, és un sobrenom donat als paracaigudistes francesos actuants a Algèria. En anglès, per exemple, el patró es coneix bàsicament com a lizard ('llangardaix').
El patró lleopard és derivació manifesta del patró cop de brotxa (brushstroke) usat pels paracaigudistes britànics en la Segona Guerra Mundial, però se'n diferencia ben clarament per disseny i coloració. La derivació no és casual: el brushstroke havia equipat els paracaigudistes francesos durant els primers anys de la Guerra d'Indoxina (conjuntament amb el duck hunter dels marines estatunidencs, però).

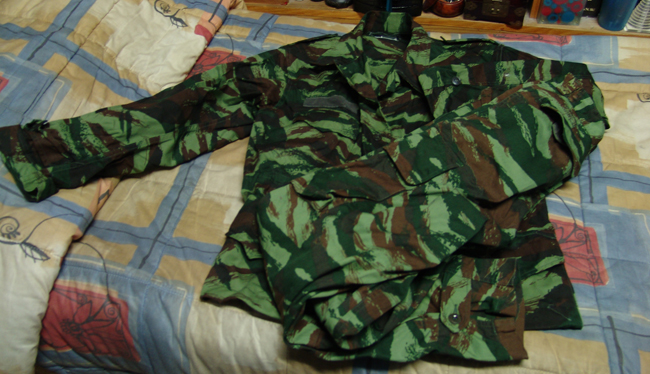
Uniforme francès (jaqueta de campanya i pantaló multibutxaca) en camuflatge lleopard (variant dels anys setanta)

D'ús exclusiu per a paracaigudistes i, més endavant, de forces especials en general, el patró lleopard s'aplicà a uniformes model TAP 47 (troupes aéroportées, modèle 1947) des d'aquella data fins a inicis dels anys vuitanta. Al primer model distribuït, TAP 1947/51, la peça superior era una brusa de salt d'estil Denison; a partir de la segona versió, TAP 1947/52, es tractà d'una jaqueta de campanya convencional. La peça inferior fou un pantaló multibutxaca des del principi. El conjunt es duia amb casc (m. 1951, en versió TAP o en la general toutes armées); amb boina d'especialitat (roja per als paras, etc.); amb xamberg (chapeau de brousse m. 1949) caqui sorrenc (Exèrcit) o verd oliva (Armada); o bé amb casquette Bigeard (gorra paracaigudista), en patró lleopard.
Aquest uniforme mimètic s'usà principalment en guerres colonials (Indoxina i, sobretot, Algèria); aviat esdevingué emblemàtic fins a simbolitzar el concepte de forces d'elit (com passava amb la boina mateix, en aquell període), i, més i tot, de forces d'elit implicades en operacions neocolonialistes. De fet, la implicació era tan intensa (afegint-hi, encara, l'impacte mediàtic dels colpistes d'Alger, les centurions, uniformats d'aquest patró) que, en acabar la Guerra d'Algèria (1962), la tenue léopard fou retirada de la circulació --almenys a la metròpoli--, i no reapareixeria a ulls del gran públic fins a mitjans dels anys setanta, precisament a Àfrica i en contextos d'un cert tuf neocolonial (Djibuti, Kolwezi).

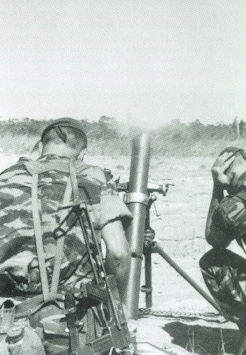
Legionaris francesos amb camuflatge lleopard durant l'operació de Kolwezi (1978)

El patró lleopard francès s'extingí definitivament als anys noranta, arran l'adopció de nous patrons mimètics per a la totalitat de les forces armades franceses: el desèrtic Daguet (1990) i el boscós camouflage Centre-Europe (1994).

## Emulacions: el grup lleopard
Nombrosos exèrcits han desenvolupat patrons de tipus lleopard, adaptacions més o menys fidels de l'original francès, sigui per a la totalitat de les tropes o exclusivament per a les forces d'elit, i bàsicament, però no sempre, sobre uniformes destinats a teatres d'operacions tropicals o en jungla. Tant en el cas francès com en les derivacions d'altres exèrcits hi ha hagut diverses versions successives del patró. D'ací que el conjunt de tots aquests patrons emparentats entre si pugui classificar-se com a grup lleopard de la família pinzellada.
- Entre les variants més cèlebres es compta la portuguesa, denominada lagarto ('llangardaix'), en què els traços són verticals. Creada el 1960 per a les forces especials (i imitant, fins i tot, la gorra paracaigudista de Bigeard), el 1961 es generalitzà a tot l'exèrcit per a les campanyes do Ultramar. A partir de la dècada de 1980 coneix una substitució progressiva per part d'una adaptació del patró DPM britànic.
- L'uniforme de campanya de l'exèrcit grec és mimètic en lleopard horitzontal.
- Entre altres exèrcits que empren o han emprat patrons de tipus lleopard hi ha l'israelià, el cubà, el brasiler, l'iraquià, el sirià, l'egipci, certes forces palestines, etc. Paradoxalment, també fou popular entre les guerrilles que lluitaven contra el colonialisme portuguès.

## Derivació: els tigrats
Dels patrons lleopard han derivat els patrons tigrats, que neixen al si de l'exèrcit sudvietnamita entre 1959 i 1960 per modificació conceptual del patró lleopard, present fins llavors en exèrcits del sud-est asiàtic que l'havien heretat de l'exèrcit francès arran de la descolonització. Tot i la similitud de fons, es considera que els patrons tigrats constitueixen un grup diferenciat del lleopard pròpiament dit.

## Ressò social
Durant molts anys el patró lleopard ha estat tot un símbol: prestigiós per als militars, els militaristes i els afeccionats a la militària; reactiu per a revolucionaris, anticolonialistes i antimilitaristes. Tot i això, paral·lelament, i com ja hem vist, també era usat per forces insurrectes del tercer món, per una barreja de motius (disponibilitat de material, prestigi, efectivitat mimètica, etc.). Implicacions polítiques a banda, avui resta com un dels patrons clàssics de referència.